# 平水韻
平水韻是宋代以後使用的詩韻系統。1223年，金朝平水（一說是官名，一說是地名）王文郁作《新刊韻略》，將格律詩用字分為106韻。2001年在敦煌莫高窟北區石窟出土的古韻書《排字韻》的殘片，其內容與王文郁的《新刊韻略》完全一致，具有106韻的組織，是更早的206韻的《廣韻》的一種略本。

## 歷史
在王文郁發行平水《新刊韻略》大致相同的一段時間，據信是南宋理宗淳祐十二年壬子年（1252年），劉淵曾編寫刊行過新的《禮部韻略》共107韻。《禮部韻略》已佚失，只能從元初黃公紹、熊忠的《古今韻會舉要》一書瞭解到一些概況。與仁宗景祐四年（1037年）發佈的206韻的科舉考試用官韻《禮部韻略》不同，新的《禮部韻略》和王文郁的106韻的平水《新刊韻略》是一致的，要麼是平水《新刊韻略》的修訂本(若王文郁的作品在前)，要麼是被平水《新刊韻略》參照的韻書(若劉淵的作品在前)。106韻和107韻的区别只在于上聲的“拯”、“迥”兩部合併与否。金末张天锡《草书韵会》（1231）、元初陰時夫著《韻府群玉》，均定106韻的版本为“平水韻”。明代以后文人則沿用106韻。
現在流傳的觀點認為平水韻得名於已佚失的劉淵的壬子新刊《禮部韻略》，說是因為劉淵是山西平水人的原因，而把王文郁作的平水《新刊韻略》當作平水韻形成的次要因素。這很值得考證一下：
- 可能是夷夏之防的原因，在詩歌文史領域占統治地位的漢族知識分子以南宋為宗，把一部晚了近30年的抄襲之作當成了主流。若劉淵是山西平水人，則難以置信他會不知道近30年前平水籍人王文郁的大作。很有可能是劉淵年青時从山西平水攜帶一本王文郁的平水《新刊韻略》刻本，到南宋去得到相当的官職後稍作改動，便以自己的名義發表。
- 也有可能劉淵的生平需要更多的考證。若劉淵是於南宋光宗紹熙三年壬子年（1192年）發表壬子新刊《禮部韻略》，便可以毫無疑問地擺脫抄襲之嫌疑，而能成為平水韻的當然作者。

## 韻目
| 平声   | 平声   | 上声     | 去声 | 入声 |
| ------ | ------ | -------- | ---- | ---- |
| 上平声 | 下平声 | 上声     | 去声 | 入声 |
| 東     | 先     | 董       | 送   | 屋   |
| 冬     | 蕭     | 腫       | 宋   | 沃   |
| 江     |        | 講       | 絳   | 覺   |
| 支     | 豪     | 紙       | 寘   |      |
| 微     | 歌     | 尾       | 未   |      |
| 魚     | 麻     | 語       | 御   |      |
| 虞     | 陽     | 麌       | 遇   |      |
| 齊     | 庚     | 薺       | 霽   |      |
|        | 青     |          | 泰   |      |
| 佳     | 蒸     | 蟹       | 卦   |      |
| 灰     | 尤     | 賄       | 隊   |      |
| 眞     | 侵     | 軫       | 震   | 質   |
| 文     | 覃     | 吻       | 問   | 物   |
| 元     | 鹽     | 阮       | 願   | 月   |
| 寒     | 咸     | 旱       | 翰   | 曷   |
| 刪     |        | 潸       | 諫   | 黠   |
|        |        | 銑       | 霰   | 屑   |
|        |        | 篠       | 嘯   |      |
|        |        | 巧       | 效   |      |
|        |        | 皓       | 號   |      |
|        |        | 哿       | 箇   |      |
|        |        | 馬       | 禡   |      |
|        |        | 養       | 漾   | 藥   |
|        |        | 梗       | 敬   | 陌   |
|        |        | 迥       | 徑   | 錫   |
|        |        |          |      | 職   |
|        |        | 有       | 宥   |      |
|        |        | 寢       | 沁   | 緝   |
|        |        | 感       | 勘   | 合   |
|        |        | 琰（儉） | 艶   | 葉   |
|        |        | 豏       | 陷   | 洽   |

## 外部連結
- 莫高窟北區石窟發現《排字韻》箚記 （页面存档备份，存于）